# أحمد الشرقاوي إقبال
أحمد بن العباس بن الجيلالي الشرقاوي إقبال (1346 هـ / 1927م - 1421 هـ / 2000م) شاعر وأديب وباحث مغربي.

## حياته
ولد في مدينة مراكش وتوفي فيها. قضى حياته في المغرب، وتلقى تعليمه المبكر وحفظ القرآن الكريم في الكتاتيب وفي الجامعة اليوسفية على عدد من شيوخ مراكش من أمثال: أحمد إكرام، ومحمد الدباغ، وأحمد المحجوب، والرحالي الفاروقي، والمختار السوسي. عمل بالتدريس في المدارس الحرة والرسمية في مراكش عام 1946م، ثم التحق بمدرسة المعلمين عام 1956م. انشغل بالتأليف والفهرسة والتحقيق، وربطته علاقات مع أدباء وشعراء عصره، وجعل من بيته منتدى أدبيًا وثقافيًا أسهم في الحركة العلمية بمدينة مراكش. يعد إقبال من الشعراء المجيدين، ترجمت قصائده ومقطوعاته لعدد من أحداث عصره ومناسباته الوطنية والاجتماعية والدينية والإخوانية، وتجلت في المدح والرثاء والوصف والتسبيح، انتهج نهج القصيدة العربية التقليدية، وحافظ على العروض الخليلي والقافية الموحدة، واستخدم لغة سهلة تقترب من المباشرة.

## مؤلفاته
للشرقاوي عدد كبير من المؤلفات والتحاقيق منها:
- شاعر الحمراء في الغربال.
- لعبة الشطرنج في ماضيها الإسلامي.
- معجم المعاجم العربية.
- مختارات من ديوان شاعر الحمراء.
- في اللغز وما إليه.
- ما جاء في الضب عن العرب.
- مكتبة الجلال السيوطي.
- فهارس المعيار.
- بانت سعاد في إلمامات شتى.
- فنون الأفنان في عيون القرآن لابن الجوزي (تحقيق).
- تخريج المعيار لأبي العباس الونشريسي (تحقيق).
- تنبيه العارف البصير على أسرار الحزب الكبير لمحمد مرتضى الزبيري (تحقيق).
- ديوان شاعر الحمراء محمد بن إبراهيم (تحقيق).
- معجم ما استعجم من أسماء العلوم والفنون والمذاهب.
- قاموس أفعولة.
- قاموس مفعلة السببية.
- قاموس الفعول: دواء وطعامًا ومرتفقًا.
- قاموس الفعال في الأدواء.